# Kachorra – az ártatlan szökevény
A Kachorra – az ártatlan szökevény (eredeti cím: Kachorra) 2002-es argentin telenovella, amelyet a Gustavo Barrios és Diana Segovia alkotott. A főbb szerepekben a Vad angyal sztárja, Natalia Oreiro, Pablo Rago, Bettina O'Connell, José María Monje és Verónica Llinás látható. Argentínában a Telefe 2002. május 20-án, Magyarországon a Magyar Televízió 2003. szeptember 10-én mutatta be.

## Történet
Antonia Guerrerót (becenevén Kachorra) a bíróság elítéli, mivel bűnösnek találják egy Almendariz jegyző meggyilkolásának ügyében. A lány nem tudja bizonyítani ártatlanságát. Egyik nap épp át akarják szállítani a női börtönbe, azonban a rabszállító kocsi egy taxival karambolozik. Kachorra magához tér, és el akar menekülni a helyszínről. A másik kocsiban utazó nő eszméletlenül fekszik a roncsok között, de Kachorra azt gondolja, hogy már halott. Gondol egyet, és elviszi a nő bőröndjét és iratait, majd elrejtőzik. A csomagok közt keresgélve rájön, hogy a nő neve Rosario Achaval, foglalkozása pedig nevelőnő. Aztán megcsörren a mobil, melyen egy Bruno Moravia nevű férfi keresi Achavalt, hogy miért késik.
Mivel Kachorrának nincs más választása, felölti hát Achaval kisasszony ruháit, a haját pedig vörösre festi, és elindul a Moravia házba. Itt megismerkedik Bruno Moraviával. Moravia elmondja neki, hogy van két kisebb testvére, akiknek nevelőnőre van szükségük. Megtudjuk azt is, hogy a család olasz gyökerekkel rendelkezik, és hogy a szülők pár éve meghaltak, így Brunóra hárul minden fontos feladat.
Kachorra – immár Rosario nevet viselve – megismerkedik a gyerekekkel. A középső gyerek, Josefina neveletlen, lázadó, ráadásul nem érdekli semmi más, csak rockzene, és szinte minden tantárgyból bukásra áll. Lautaro viszont magába forduló, túlságosan érzékeny fiú, aki képtelen a tanulásra összpontosítani, és mivel túl zárkózott, nincsenek barátai sem. Bruno elvárása az, hogy a gyerekek viselkedése megváltozzon, és hogy javuljanak a jegyeik az iskolában. Kachorrának tehát fel van adva a lecke. El kell játszania, hogy ő egy olyan személy, aki nyelveket beszél, rendkívül művelt és iskolázott. Mivel ő maga a középiskolát sem végezte el, nagy gondot jelent neki, hogy kiokosítsa a gyerekeket. Egyedül Rosario nevelési könyvei vannak segítségére, ám ezek a módszerek számos esetben többet ártanak, mint használnak. A gazdag család házában élve állandóan ki van téve a lebukás veszélyének.
Kachorrának nemcsak ez jelent nehézséget, hanem az is, hogy a család előtt titokban tartsa valódi kilétét. Mivel nem beszélhet magáról, ezért egy maga által készített pamutzokniból készült bábuval, Bolyhoskával beszélget. Hiába minden igyekezet, a ház szakácsnője, Pierina azonban rájön a turpisságra, és mindent el akar mondani Brunónak. Végül azonban mégsem teszi meg, mert Kachorra megígéri, hogy egy napon belül újra vissza kerül Brunóhoz a Moravia család antik órája, és ha így történik, akkor Isten ezzel bizonyítja azt, hogy Kachorra igazat mond. Így is lett, és Pierina ettől kezdve megbízik Kachorrában, és azt is megígéri neki, hogy segít bebizonyítani az ártatlanságát, és nem buktatja le a család előtt.
Közben a rendőrség nagy erőkkel keresi Kachorrát. Ám kiderül, hogy az ügy felderítésével megbízott nyomozók Rodolfo Careno tanácsosnak dolgoznak, aki lefizette őket azért, hogy ha megtalálják a lányt, először neki adják át. Azt gondolja ugyanis, hogy Kachorra ölte meg a jegyzőt, és ő vitte magával annak hatalmas vagyonát. Ám a korrupt rendőrök sokáig nem találnak semmi használható nyomot, ráadásul az igazi Rosario Achaval kómában fekszik, így őt se tudják kihallgatni. Végül egy exzsarut, Roberto Tripolit bérelik fel, hogy akadjon a lány nyomára. A férfi taxisnak kiadva magát beépül a családba, és poloskákat helyez el a lakásukban, hogy mindenről tudjon.
Kachorra kétségbeesetten próbál kapcsolatba lépni családjával, de leginkább szerelmével, Germánnal, kezdetben sikertelenül. Végül Catharina nővérrel lép kapcsolatba, aki közli a családdal, hogy Kachorra jól van.
Kachorra időközben beleszeret főnökébe, Bruno Moraviába. Ám érzései nem maradnak viszonzatlanok, mégis számos akadály áll szerelmük útjába. Először is ott van Bruno menyasszonya, Mecha. Aztán Bruno nagynénje, Bernarda, aki Mechát látná szívesen Bruno mellett. Harmadszor pedig ott van a saját titka, az, hogy ő valójában nem az, akinek kiadja magát, ráadásul gyilkosság miatt elítélték. Ahhoz, hogy újra normális életet élhessen, meg kell találnia a valódi bűnöst, hogy aztán bebizonyíthassa az ártatlanságát. A segítség pedig onnan érkezik, ahol ő maga sem várná…

## Szereplők
| Szerep                                      | Színész              | Magyar hang                                     |
| ------------------------------------------- | -------------------- | ----------------------------------------------- |
| Antonia "Kachorra" Guerrero Rosario Achával | Natalia Oreiro       | Kiss Virág                                      |
| Bruno Moravia                               | Pablo Rago           | Széles Tamás                                    |
| Francisco Guerrero                          | Osvaldo Santoro      | Dobránszky Zoltán                               |
| Elena Vargas                                | María Rosa Fugazot   | Szabó Éva                                       |
| Germán Capello                              | Pepe Monje           | Csőre Gábor                                     |
| Mercedes «Mecha» Green                      | Bettina O'Connell    | Szénási Kata                                    |
| Roberto Trípoli                             | Alejo García Pintos  | Vári Attila                                     |
| Pablo Arospide                              | Peto Menahem         | Szokol Péter                                    |
| Alderman Armando Rodolfo Carreño            | Mario Alarcón        | Varga Tamás                                     |
| Santiago Guerrero                           | Nicolás Mateo        | Bódy Gergely                                    |
| Chichilo Pichotela                          | Gino Renni           | Németh Gábor                                    |
| Bernarda Eusebia "Bernie" Estévez Álvarez   | Verónica Llinás      | Menszátor Magdolna                              |
| Sancho Moreira                              | Guido Massri         | Petrik Péter                                    |
| Josefina Bernadette "Jose" Moravia Estévez  | Gimena Accardi       | Bogdányi Titanilla                              |
| Lautaro Moravia Estévez                     | Federico Barón       | Baradlay Viktor                                 |
| Carmelo Capello                             | Raúl Rizzo           | Balázsi Gyula                                   |
| Pierina Fossati                             | María Rosa Gallo     | Illyés Mari                                     |
| Gaspar                                      | Lucas Ferraro        | Zámbori Soma                                    |
| Lilian                                      | Daniella Mastricchio | Vennes Emmy                                     |
| Diana nővér                                 | Nilda Raggi          | Antal Olga                                      |
| Lucía nővér                                 | Patricia Castell     | Várnagy Katalin                                 |
| Juana nővér                                 | Mónica Villa         | Farkasinszky Edit                               |
| Hermana Catalina                            | María Leal           | Málnai Zsuzsa                                   |
| Dr. Dolores Paula Silivan de Márquez.       | Marisa Mondino       | Nyírő Beáta                                     |
| Ángela Guerrero                             | Valeria Lorca        | Németh Kriszta (1. hang) Urbán Andrea (2. hang) |
| Dr. Reynaldo Márquez                        | Javier Lombardo      | Albert Gábor                                    |
| Silvana                                     | Betty Villar         | Ullmann Zsuzsa                                  |
| Verónica                                    | Dominique Heslop     | Törtei Tünde                                    |
| Pitu                                        | Emiliano Fernández   | Czető Roland                                    |
| Bárbara                                     | María Marull         | Závodszky Noémi                                 |
| Lorena                                      | María Jimena Piccolo | Mánya Zsófia                                    |
| Norma                                       | María Laura Santana  | Simonyi Piroska                                 |
| Paquita Guerrero                            | Sol Moreno           | Tamási Nikolett                                 |

### Magyar változat
- Magyar szöveg: Kozma Borbála, Bada Györgyi
- Hangmérnök: Gellén Attila
- Vágó: Pál Géza
- Gyártásvezető: Molnár Melinda
- Szinkronrendező: Lestár Ági
- Produkciós vezető: Ambrus Zsuzsa
- Szinkronstúdió: MAHIR Szinkron Kft.
- Megrendelő: Magyar Televízió Zrt.

## Érdekességek
- Natalia Oreiro két korábbi Vad angyalos kollégája (Gino Renni és Valeria Lorca) is játszik a sorozatban.
- Egyes források szerint Natalia Oreiro partnere Facundo Arana lett volna, aki azonban visszautasította az ajánlatot.
- Natalia Oreiro leckéket vett egy bábszínésztől, hogy hitelesebben tudjon játszani a Kachorra által készített zoknibábuval.
- A sorozatot a Magyar Televízió kezdetben 18.30-tól sugározta, ám mivel nem hozta a várt nézettséget, áttették reggel 9.00-ra. A rajongók ezért tüntetést szerveztek a televízió székháza elé, amin alig több mint 200-an jelentek meg. Ennek hatására az MTV átrakta a műsort 13.55-re, majd 16.50-re.
- Csehországban is szerveztek tüntetést, bár ott azért, hogy náluk is vetítsék le a Kachorrát.